# Unukalhai
Unukalhai (alpha Serpentis) is de helderste ster in het sterrenbeeld Slang (Serpens). De ster staat ook bekend als Unuk al Hay, Unuk Elhaia, Unuk, Unukalhay hetgeen uit het Arabisch komt en "nek van de slang" betekent. Minder vaak wordt zij ook Cor Serpentis, "hart van de slang" genoemd.
De ster ligt 73,96 lichtjaar van de aarde en heeft een magnitude van 2,63.